# Mekar Mulya (Penarik)
Mekar Mulya is een bestuurslaag in het regentschap Muko-Muko van de provincie Bengkulu, Indonesië. Mekar Mulya telt 2235 inwoners (volkstelling 2010).